# 比亚迪
比亚迪股份有限公司（简称BYD，港交所：1211、港交所：81211（人民幣結算）、深交所：002594）是一家总部位于中国广东省深圳市的上市跨国制造企业。它是一家垂直整合的公司，且拥有多个子公司，主要包括生产汽车的比亚迪汽车、从事电子零部件生产与组装的比亞迪電子，以及生产电动车电池的弗迪公司。
比亚迪由王傳福于1995年2月创立，最初是一家电池制造公司。比亚迪最大的子公司——比亚迪汽车成立于2003年，现已发展为全球最大的充电式电动车辆制造商。自2009年以来，比亚迪的汽车业务为集团贡献了超过50%的收入。截至2023年，该业务已贡献比亚迪集团总收入的80%以上。公司还生产可充电电池（包括手机电池、电动车电池和储能电池）、叉车、太陽能板、半导体及轨道交通产品。比亚迪通过其子公司弗迪电池成为了仅次于宁德时代的全球第二大电动车电池生产商，其大约生产了全球15.8%的电动车电池。
比亚迪是中国2024年最大的民营企业。截至2024年9月，比亚迪雇佣了900,608名员工，其中104,003人为研發人员。比亚迪在专利申请方面也处于领先地位，2003年至2023年间共申请了超过13,000项专利。
比亚迪的股票在香港证券交易所和深圳证券交易所上市，分别持有H股和A股两种股票。2023年，公司在财富世界500强中排名第212位。

## 公司名稱
根據創辦人王傳福表示，比亚迪創辦時以當時公司所在地深圳市亚迪村命名為「亞迪電子」，後來考慮到在各種宣傳活動中，各廠商的名稱都按字母排列，為了能在名單上排在前面，於是加了個「比」字。至於選擇「比」字而不是其他名稱的原因，王傳福則表示僅僅是為了容易通過公司註冊而想出來的「怪名字」。在大約2008年，因應公司規模擴張而樹立企業形象時，就以公司名稱的拼音縮寫為基礎建立了企業口號。

## 历史

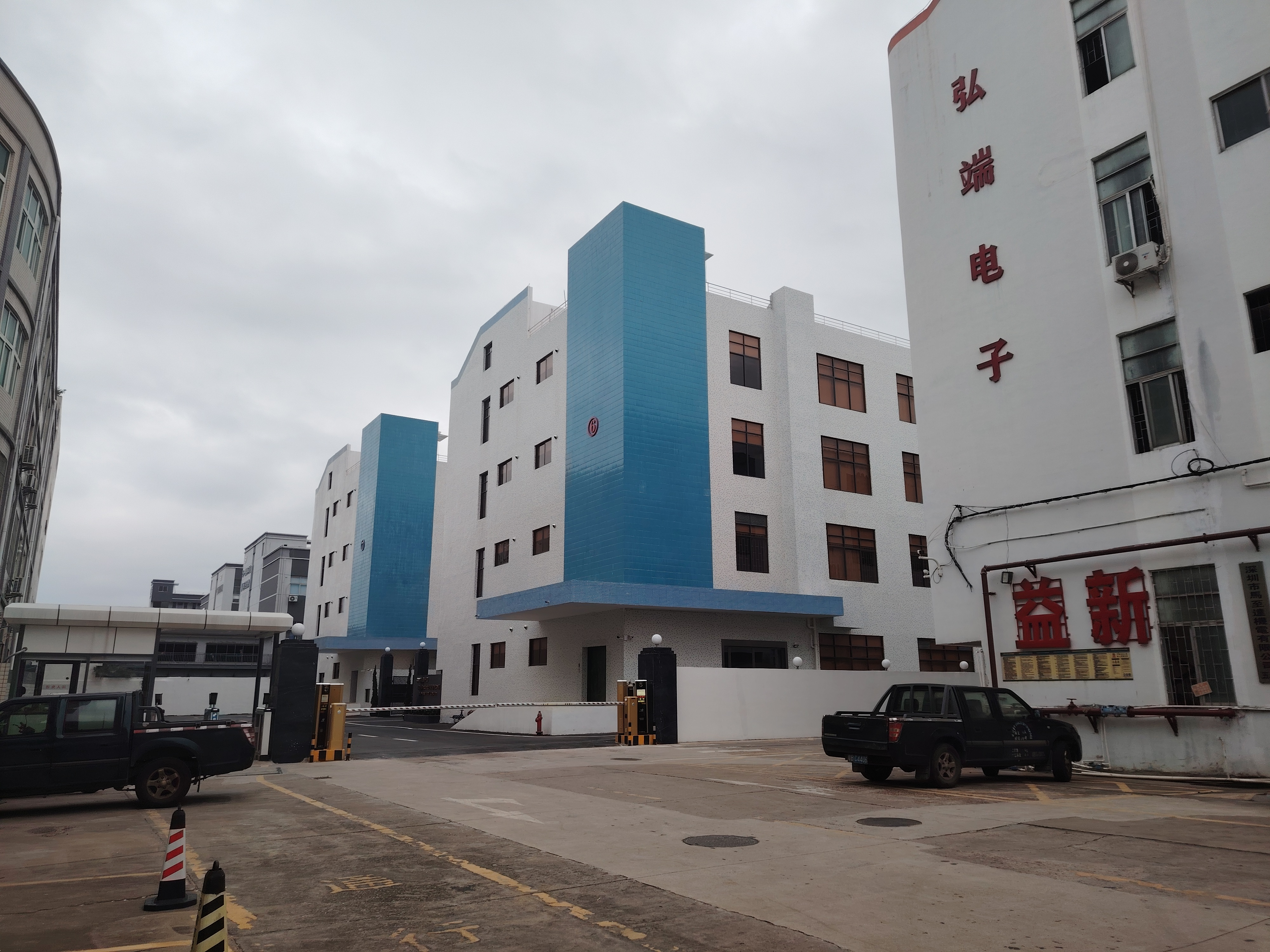
比亚迪位于坪山宝龙街道的旧厂房，现改作内部开放的企业博物馆使用

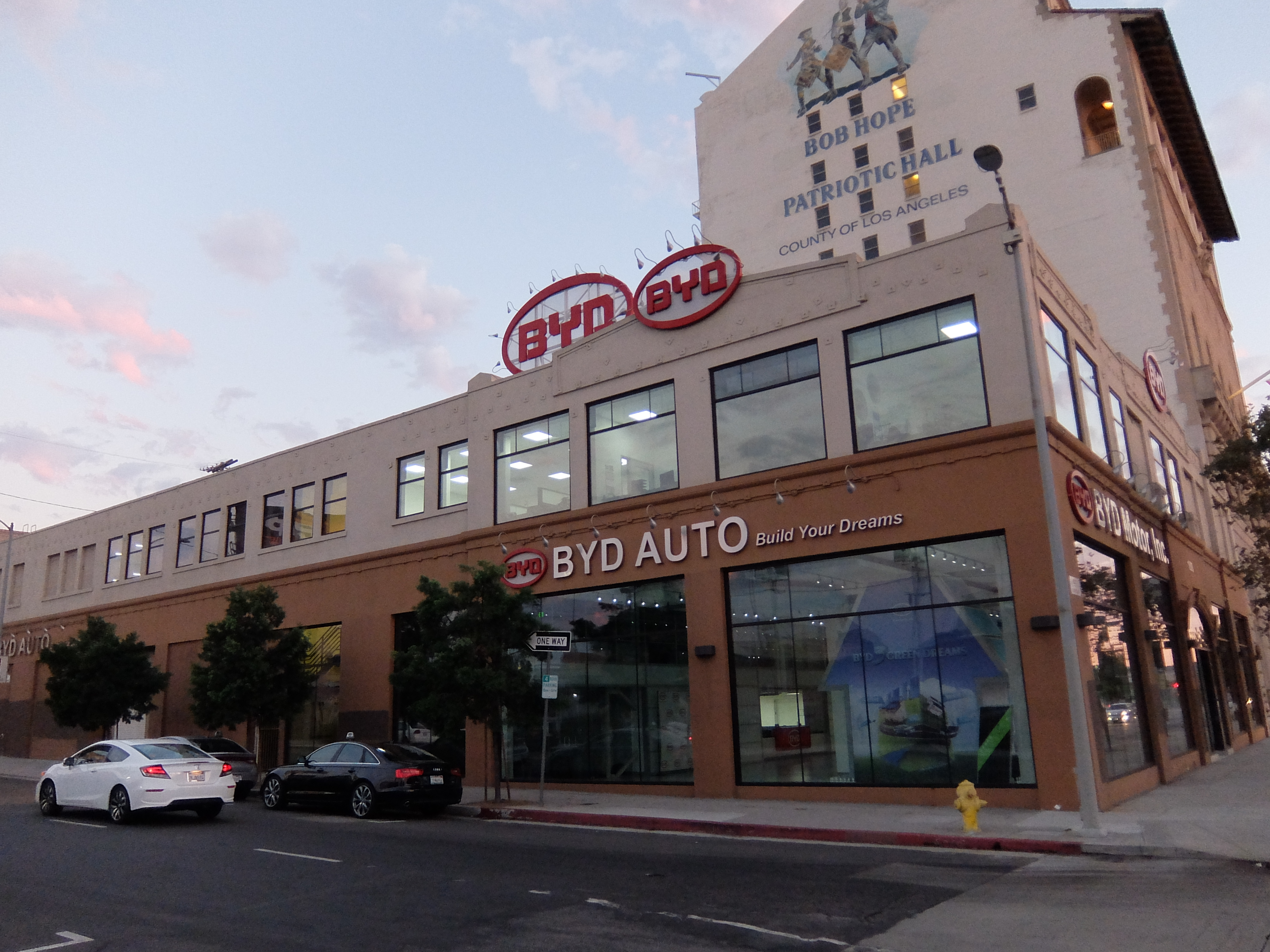
位于洛杉矶市的比亚迪北美总部

1995年2月，王传福在深圳龙岗创建比亚迪实业公司，起初以生产镍镉电池、镍氢电池为主。1996年，比亚迪正式进入锂电池行业。
1997年，比亚迪实业公司已在全球镍镉电池的市场份额中占据第四位。同年，亚洲金融危机爆发，王传福为拓宽公司收入，奔赴当时占据全球锂电池市场90%的日本寻求引入先进的锂电池生产设备，但因日方对锂电池的洁净车间生产线开价过高，便未从日本引进生产线。王传福在返回中国后投入研发成本相对较低的洁净箱，并开始探索利用人工在洁净箱内制造锂电池。
1998年，比亚迪实业公司开始量产锂离子电池。2000年11月，比亚迪成为摩托罗拉的锂离子电池供应商，2002年成为诺基亚首个中国锂离子电池供应商。同年，比亚迪进行股份制改组，并于7月在香港联合交易所主板上市，年底进入电子代工行业。
2003年，比亚迪收购西安秦川汽车，更名比亚迪汽车，正式进入汽车行业。2004年，比亚迪汽车展出了其第一辆电动汽车并在中国国内参展。2005年9月，第一款自主品牌轿车比亚迪F3上市，连续多次创下中国国产品牌车型的销量记录。其后又研制出首款纯电动出租车比亚迪e6、首款纯电动大巴比亚迪K9。

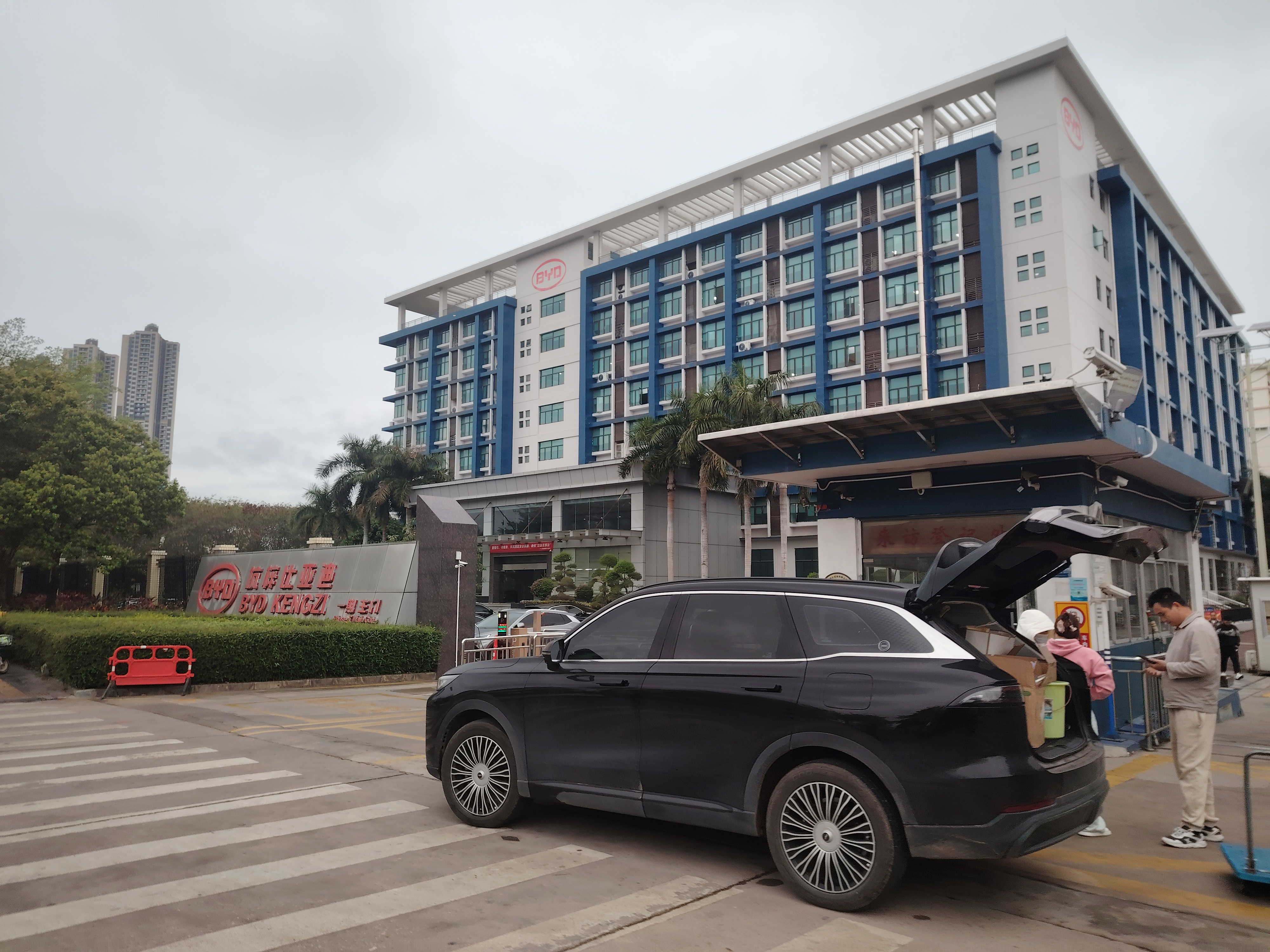
比亚迪深圳坑梓厂区

2007年，比亚迪手机部件及组装业务比亚迪电子在香港联合交易所主板上市。
2011年6月，比亚迪在深圳证券交易所上市。
2016年10月，比亚迪在深圳发布自行研发的全电动单轨轨道交通系统“云轨”，高调进军城市轨道交通行业，是中国第一家进军轨道交通领域的民营企业，其后，比亚迪推出小运量有轨电车系统“云巴”。
2019年6月24日，比亚迪全球设计中心“黑水晶”在深圳正式落成。
2021年亚布力中国企业家论坛上，王传福在回答“比亚迪是否会造手机”的疑问时透露，华为的手机大部分是由比亚迪制造。
2022年6月，比亚迪以1292.3亿美元的市值超越德国大众汽车成为第三大的国际车厂。仅次于特斯拉和丰田，也是唯一在前十名中的中国汽车公司。
2023年第四季度，比亚迪以超过52.6万辆的销量登上全球汽车公司榜首，23年全球销量超过300万辆，其中160万辆是纯电动汽车。该类别（不含插电式混合动力车），特斯拉仍以180万辆的销量领先。尽管其2023年全球销量超过了特斯拉，但比亚迪在欧洲的销量不到1.6万辆，在英国的销量不到4000辆。欧洲人对中国车还有很多疑虑。
2024年2月26日，比亚迪的“开拓者1号”汽车运输船（委托中集集团建造8艘货船的第1艘）首次停靠德国不来梅港交付3000辆电动汽车，之前已向荷兰弗利辛恩港运送1500辆电动车。比亚迪已在德国大多数大城市拥有汽车经销店，目标是开设100家左右，未来90%的德国人能在30分钟车程内到达比亚迪专卖店，且在德国举行的2024年欧洲足球锦标赛，官方广告合作伙伴不再是大众汽车，而是比亚迪。其在匈牙利第一家工厂致力于德国和欧洲销售前五名，2026年计划在德国销售12万辆电动汽车。目前比亚迪在欧洲提供五款车型，24年还将有三款车型上市，其中“海豹”在德售价45000欧元，约75%的零部件是比亚迪自产，整体成本比在上海超级工厂生产的特斯拉Model 3要低15%。ATTO 3（元PLUS）、海豹、海豚多次在当地获得纯电汽车销量冠军，刀片电池更被英国专业电动车媒体ELECTRIFYING.COM评选为“2024年度创新科技”。
2024年7月8日比亚迪宣布将在土耳其新建工厂。
2024年7月比亚迪以31.56万辆销量排名全球第三，仅次于丰田和大众，超过本田、福特、现代、铃木等传统汽车巨头。
2024年8月21日，比亚迪的墨西哥负责人豪尔赫·巴列霍(Jorge Vallejo)表示，比亚迪推进在墨西哥建厂计划，希望享受州政府优惠政策。目前选址的最终名单缩小至三个州，并正在评估这些州提出的激励措施。不过，为了防止中国电动车通过墨西哥规避进口关税，美国宣布对从墨西哥生产的中国电动汽车征收超过102%的关税。原本的《美墨加协定》规定在美国、墨西哥或加拿大生产至少75％部件的汽车或卡车可以零关税出售。
2024年12月15日，比亚迪科威特首家旗舰店开业。截至12月15日，比亚迪已进入包括阿联酋、沙特阿拉伯、巴林、卡塔尔、阿曼、科威特在内的六个海湾国家市场。
2025年2月19日，比亚迪融资融券信息显示，2025年2月19日融资净偿还2.77亿元；融资余额93.92亿元，较前一日下降2.87%。
2025年2月20日，新华财经上海报道，中信建投研报分析认为，中高阶智驾标配超预期，看好25年整车及智驾产业链估值重塑。
2025年3月26日，比亞迪公布2024年度財報，年營收首次突破千億美元大關，成為2024年度全球電動車產業營收最高的公司。

## 新能源乘用车车型及技术平台回顾
比亞迪的車大致可分為字母系列、初代王朝系列、新一代海洋系列。
| 车型             | 上市时间   | 动力分类               | 所属系列                                   |
| ---------------- | ---------- | ---------------------- | ------------------------------------------ |
| F3DM             | 2008年12月 | 插电式混合动力DM       | 此时未分系列                               |
| E6               | 2010年3月  | 纯电动                 | 此时未分系列                               |
| 秦DM             | 2013年12月 | 第二代插电式混合动力DM | 王朝                                       |
| 秦EV             | 2016年3月  | 纯电动                 | 王朝                                       |
| E5               | 2016年3月  | 纯电动                 | 未分系列                                   |
| 宋DM             | 2017年4月  | 第二代插电式混合动力DM | 王朝                                       |
| 元EV             | 2018年5月  | 纯电动                 | 王朝                                       |
| 秦Pro DM         | 2018年9月  | 第二代插电式混合动力DM | 王朝                                       |
| 秦Pro EV         | 2018年9月  | 第二代插电式混合动力DM | 王朝                                       |
| 唐EV             | 2019年3月  | 纯电动                 | 王朝                                       |
| E1               | 2019年4月  | 纯电动                 | 未分系列                                   |
| 宋MAX DM         | 2019年6月  | 第二代插电式混合动力DM | 王朝                                       |
| S2               | 2019年6月  | 第二代插电式混合动力DM |                                            |
| 宋PRO DM-i       | 2019年7月  | 第二代插电式混合动力DM | 王朝                                       |
| E6第二代         | 2020年3月  | 纯电动                 | 此时未分系列（参照王朝系列的宋MAX DM改良） |
| 汉EV             | 2020年7月  | 纯电动                 | 王朝                                       |
| 汉DMi            | 2020年7月  | 第二代插电式混合动力DM | 王朝                                       |
| D1               | 2020年11月 | 纯电动                 |                                            |
| 秦PLUS DM-i      | 2021年3月  | 第三代插电式混合动力DM | 王朝                                       |
| 宋PLUS DM-i      | 2021年3月  | 第三代插电式混合动力DM | 王朝                                       |
| 唐DM-i           | 2021年3月  | 第三代插电式混合动力DM | 王朝                                       |
| 元PLUS           | 2021年8月  | 第三代插电式混合动力DM | 王朝                                       |
| 驱逐舰05         | 2022年3月  | 纯电动                 | 王朝                                       |
| 海豹             | 2022年7月  | 纯电动                 | 海洋                                       |
| 海豚             | 2022年8月  | 纯电动                 | 海洋                                       |
| 护卫舰07         | 2022年12月 | 第三代插电式混合动力DM | 海洋                                       |
| 海鷗             | 2023年4月  | 纯电动                 | 海洋                                       |
| 海豹07 DM-i      | 2023年7月  | 第三代插电式混合动力DM | 海洋                                       |
| 宋L EV           | 2023年12月 | 纯电动                 | 王朝                                       |
| 元UP             | 2024年3月  | 纯电动                 | 王朝                                       |
| 海獅07 EV        | 2024年4月  | 纯电动                 | 海洋                                       |
| 秦L DM-i         | 2024年4月  | 第五代插电式混合动力DM | 王朝                                       |
| 海豹06 DM-i      | 2024年4月  | 第五代插电式混合动力DM | 海洋                                       |
| 宋L DM-i         | 2024年7月  | 第五代插电式混合动力DM | 王朝                                       |
| 海獅05 DM-i      | 2024年9月  | 第五代插电式混合动力DM | 海洋                                       |
| 海豹06 GT        | 2024年10月 | 纯电动                 | 海洋                                       |
| 夏               | 2025年1月  | 第五代插电式混合动力DM | 王朝                                       |
| 海豹05 DM-i      | 2025年1月  | 第五代插电式混合动力DM | 海洋                                       |
| 海獅05 EV        | 2025年3月  | 纯电动                 | 海洋                                       |
| 秦L EV           | 2025年3月  | 纯电动                 | 王朝                                       |
| 汉L EV           | 2025年4月  | 纯电动                 | 王朝                                       |
| 汉L DM-I/DM-p    | 2025年4月  | 第五代插电式混合动力DM | 王朝                                       |
| 唐L EV           | 2025年4月  | 纯电动                 | 王朝                                       |
| 唐L DM-i/DM-p    | 2025年4月  | 第五代插电式混合动力DM | 王朝                                       |
| 海獅07 DM-i/DM-p | 2025年5月  | 第五代插电式混合动力DM | 海洋                                       |
| E7               | 2025年5月  | 纯电动                 | e系列                                      |
| 海豹06 EV        | 2025年6月  | 纯电动                 | 海洋                                       |
| 海獅06 EV        | 2025年7月  | 纯电动                 | 海洋                                       |
| 海獅06 DM-i      | 2025年7月  | 第五代插电式混合动力DM | 海洋                                       |

## 事件

### 比亞迪香港充電站全停
比亞迪於2019年7月起停止全香港充電站服務，車主斥對方「倉卒」通知，憂電動車無地方充電形同「廢鐵」。比亞迪證實事件，解釋決定是基於商業考慮和成本問題。有香港立法會議員批評比亞迪做法不負責任；香港海關表示正了解事件。
比亞迪發言人回覆稱，基於商業考慮，在銷售經改裝的二手私家車時未有承諾免費提供充電服務，銷售合約亦無相關條款，考慮到成本問題不能長期承擔免費服務，因此無奈宣布本月15日起停止免費充電服務，又稱日後車主可考慮在私人物業安裝快速充電設備或改用政府公共充電站。
「香港比亞迪充電群組資訊」以及「BYD e6同學會」whatsapp 群聚多名車主都積極表示願意付出電費，但比亞迪還是堅持不與車主溝通。
環境保護署表示，知悉比亞迪今日起停止提供充電服務，惟受影響車主仍可用合適的充電線，使用公共充電站的中速或標準充電器為電動車充電。海關說正了解事件，若發現違反《商品說明條例》，會採取適當跟進。

### 中美能源入股
2008年9月，美國企業家巴菲特控股的波克夏·哈薩威公司的附屬公司中美能源（巴群能源前身）以每股8港元，買入比亞迪10%的股權，總作價18億港元。中美能源也成為比亞迪的第一大外資股東。
2023年1月27日，巴菲特旗下伯克希尔·哈撒韦售出155.45万股比亚迪H股股份，交易均价为226.32港元/股，合计套现3.52亿港元。系2022年8月以来第8次减持。

### 富士康控告事件
富士康国际控股控告比亚迪侵权一案，由民事诉讼改为刑事诉讼后，市场更传出比亚迪董事暨副总裁夏佐全已遭公安部门拘留，业界也正密切注意诺基亚及摩托罗拉订单可能转向的情况。业界传出比亚迪董事暨副总裁夏佐全，遭中国公安部门拘留，且比亞迪未經公告，即將夏佐全执行董事職務改为非执行董事，也引發市場聯想。夏佐全为比亚迪第3大个人股东，持股6.1%仅次于总裁王传福及董事吕向阳，颇具指标性意义。
2008年12月2日晚，比亚迪在香港联交所发布相关公告，披露了富比案的最新进展。由于证据发生重大变化，公安机关已撤消了对比亚迪的刑事调查。之前从事相关司法鉴定的北京九州世初知识产权司法鉴定中心3名负责人因涉嫌毁灭、伪造证据和收受贿赂，已被公安机关逮捕。原比亚迪员工张朝正，涉嫌非法接受富士康贿赂和非法窃取保密文件，亦被公安机关逮捕，并将追究刑事责任。

### 李娟詐欺事件
2018年7月12日比亚迪突然發布重大說明，李娟等人冒用比亞迪主管身份長達三年，在上海浦东世纪大道国金二期大樓租用辦公室，用偽造的比亞迪印章簽署的合同，比亞迪均不知情，概不承認也與之無關。
但事件引爆後說法真相神祕莫測，比亚迪股票重跌市場傳言四起，後續並有簽約廣告商上海雨鸿文化传播、上海竞智广告等反擊認為比亚迪說法漏洞百出，挑戰商場常識底線：
1. 李娟以上海比亚迪电动车有限公司名义发包廣告過程，事中有比亚迪广告部门及大区相关人员对接，事后有大量业务确认，如何解釋？
2. 比亚迪截至目前仅仅以伪造公司印章罪向上海警方报案，并非其所称诈骗罪，內幕重重。
3. 竞智公司了解到李娟其背後是有一大人物，為比亚迪極高層高管，也是他交辦李负责华东、华北相关工作，現在該人物失聯，是否整起事件是比亚迪高層鬥爭的外溢。
4. 最大疑點在於多處廣告商表示，他們沒給過李娟好處，他們本身也沒收到多少錢都是代墊，實無法理解李娟如果是騙子，她圖什麼？廣告效益等好處都被比亞迪拿走，李娟個人還背書欠下數億人民幣款項，不理解這種騙術的獲利點在哪。[39]

事件初步估算涉及至少25家广告供应商，累计金额高达11亿元人民幣，涉事广告供应商組成維權群維權，多家廣告商也各種舉證文件、錄像等比亚迪对于李娟所开展的市场推广活动不可能不知情，似乎證據力比比亚迪說法更有力，也是導致比亚迪股價大跌原因。2018年5月比亚迪宣布赞助英超足球俱乐部阿森纳的活动就是李娟推動，针对此事比亚迪官方做了不少的全國宣传，且集团公关部部长李巍親自出席签约并为活动站台，此時說不認識李娟及其一切行為是自己盜刻圖章在外表演，成為難以邏輯說通的關鍵。

### 有毒物質六價鉻事件
2023年2月22日，根據《日經新聞》新聞報導，比亞迪在日本銷售的小型巴士J6等5款純電動巴士，為了防止螺栓和螺帽等零部件生銹，使用了包含六价铬的溶劑。而且比亞迪以代工生产方式向日野汽车供應的30人座電動巴士「Hino Poncho Z EV」因使用六价铬加工，被日野汽车取消了日本上市比亚迪電動巴士的计划。日本法律虽未禁止在汽車等產品使用六价铬的相關法律，但日本汽車工業協會已于2008年起将六价铬列入自願禁用的物質清單。六价铬具有耐腐蝕性等特性曾被廣泛用於汽車零部件和其他製造業的加工過程，它被認為是劇毒和有害的致癌物，會傷害製造廠的工人，因此已開發國家的工廠已經不再使用。同时，比亞迪承認在六款電動巴士製造過程中使用了六价铬，但比亞迪表示出廠后的通常使用下不會對人體和環境構成影響，并承諾为保護員工健康，2023年年底新上市的電動巴士不再使用六价铬。同时，比亞迪的日本法人表示，截至2023年2月，比亞迪純電動巴士在日本共銷售了80輛。

### 金匠建设集团有限公司强行施工事件
2023年第一季度，比亚迪新能源汽车关键零部件项目于东莞市谢岗镇动工建设，施工单位金匠建设集团有限公司由比亚迪实际控制。4月28日，东莞市住房和城乡建设局对该项目进行检查，发现该项目废水处理站基坑施工现场缺乏有效支护措施，并签发局部停工通知书，责令暂停作业。5月25日，执法人员复查发现施工单位在没有取得复工通知前擅自进行废水处理站顶板浇筑混凝土并完成防水工程，属于强行施工行为。7月，金匠建设集团有限公司被处以红色警示。

### 巴西在建工地生活环境恶劣被勒令停工
2024年12月，巴西巴伊亚州劳动检察官办公室召开记者会，称比亚迪在巴伊亚州的一处建筑工地因工人生活环境恶劣，已勒令停工，超过160名工人获得解救。据指工人只能睡在没有床垫的床上，没有供工人存放个人物品的储物柜，个人物品与食品原料及建筑材料混合在一起，卫生条件恶劣。31个工人只能用一个浴室，工人们必须在凌晨4点排队上厕所，以便在凌晨5点30分准时上班，工作时间严重超出巴西法律规定。此外，工地没有足够的浴室，而且浴室没有按性别进行区分，缺乏足够的马桶座圈。由于没有洗衣服的地方，工人们只能在浴室里洗衣服。声明还提到许多工人的工资被扣押，若要解约需面临高昂的费用，相关行为“符合强迫劳动特征”。比亚迪回应称其已暂停了与涉事企业金匠建设集团有限公司的合作，所有工作人员将被转移到旅店居住；并称公司已对分包员工的工作和生活条件进行了审查，并要求金匠集团作出改进。声明承诺公司会保护分包工人的权利。比亚迪公关总经理同时称，奴役劳工报道是境外势力蓄意抹黑中国，目的是破坏中巴友谊。12月26日，金匠集团称，巴西当局的说法与事实不符，且存在翻译错误。12月26日，金匠集团组织工人签署联名信，并集体按捺红色指模。 巴西政府於12月27日表示，他們正在調查比亞迪及其承包商金匠集团是否涉嫌「人口販運」。巴西外交部也在同一天表示，已停止向比亞迪發放臨時工作簽證。

### 被暗指为汽车圈恒大
長城汽車董事長魏建軍于2025年5月接受中国大陆媒体訪問時表示，汽車產業中已經出現「恒大」，只是目前仍未爆破，暗指比亚迪有陷入类似恒大债务危机的风险。比亞迪品牌及公關處總經理李雲飛回應，稱見到大量文章、評論、視頻暗指比亞迪是「汽車圈恒大」，但中國主流車企的資產負債情況要好於國外車企，所以根本不存在所謂的「車圈恒大」。

## 外部連結
- 比亚迪（BYD）集团 （页面存档备份，存于）